# コントラ戦争
コントラ戦争（コントラせんそう）とは、1979年にサンディニスタ革命によりサンディニスタ民族解放戦線が政権を握ったニカラグア共和国とそれに反対する反政府ゲリラのコントラの間で勃発した内戦である。この内戦は当時の東西冷戦の代理戦争となり、アメリカ合衆国のロナルド・レーガン政権がコントラを支援し、逆にニカラグア政府にはソビエト連邦やキューバが味方した。また親米的だったホンジュラスやエルサルバドル、コスタリカ、グアテマラ等の中米諸国も自国領内の軍事基地を提供するなどしてコントラを支援。また当時アメリカと対立していたイランがイスラエル等を通してアメリカに協力していた事が判明するなどしている。
サンディニスタ民族解放戦線（FSLN）政権は、1934年から1979年にかけての45年間続いたアメリカ合衆国に協力的なソモサ親子2代3人の独裁政権を武力闘争で打倒した政権である。FSLNをソ連が支援し、コントラをアメリカが支援したために、冷戦時代における米ソ代理戦争の場となった。

## 米国の外交
アメリカ合衆国政府は20世紀の初期から冷戦時代の末期まで、第三世界の国家において、アメリカ合衆国の覇権確立や維持に都合の良い傀儡政権が（民主的政府か軍事政権かに関係なく）革命で打倒されその国の国民自身による政府が樹立された場合に、直接的な軍事介入、または当該国の対米協力者を利用してクーデター・内戦を起こさせ、国民政権を打倒し再び傀儡政権を樹立するといった、覇権主義的な介入・干渉を繰り返してきた。
特に「米国の裏庭」と呼ばれるラテンアメリカ諸国に対して介入の度合いは激しく、メキシコ、キューバ、ハイチ、ドミニカ共和国、グアテマラ、エルサルバドル、ニカラグア、コスタリカ、パナマ、グレナダ、コロンビア、ベネズエラ、チリなどに対して、直接的・間接的な武力介入・干渉政策を繰り返してきている。特に代表的なものとしてPBSUCCESS作戦、ピッグス湾事件、ドミニカ侵攻、チリ・クーデター、グレナダ侵攻、パナマ侵攻などが挙げられる。

## 前史
アメリカは1912年から1933年の間ニカラグアをアメリカ海兵隊の占領下に置き、ニカラグアをアメリカの中南米覇権システムに組み込むために、現地のニカラグア保守党、ニカラグア自由党などと共にお互い利用しつつされつつもアメリカに協力的な政権を樹立し統治していた。
1927年、アメリカに協力的な保守党のディアス政権に対して自由党軍が護憲戦争を開始するが、この戦争はすぐにアメリカ海兵隊の再上陸と選挙実施を条件に停戦してしまった。しかし、海兵隊がニカラグアに存在すること自体が国辱だと考えた自由党軍のアウグスト・セサル・サンディーノ将軍は、武装解除せず、そのまま山に篭ってアメリカ海兵隊に対するゲリラ戦争を開始した。
サンディーノはアメリカではなく、南米のABC三大国（アルゼンチン・ブラジル・チリ）による選挙監視を求めたが、これは実ることなく、国土の半分を占領するゲリラ戦を続けた後、結局1933年1月、お互いに決め手がないまま世界恐慌で経済が疲弊・縮小したアメリカは、アメリカ子飼いのニカラグア国家警備隊をニカラグアに残し、サンディーノ軍と停戦して撤退した。アメリカ海兵隊が撤退するとゲリラ戦は終わり、サンディーノ軍は山から降りてきた。
1934年2月、アメリカの協力者だったアナスタシオ・ソモサ・ガルシア国家警備隊の司令官は騙し討ちによりサンディーノを暗殺、国家警備隊はサンディーノの家族や武装民兵集団を虐殺して、ソモサに抵抗しそうな勢力は完全に排除された。こうして1979年まで45年間継続するソモサ親子2代3人の独裁体制を樹立した。
ソモサ「王朝」は米国を後ろ盾にして、国家および国家の経済が産出する富を一族で私物化し、左翼、反対者・非服従者は殺害または収監するという形態の独裁政権であり、このような独裁者の政権はドミニカ共和国のラファエル・トルヒーヨ、グアテマラのホルヘ・ウビコやエル・サルバドルのマクシミリアーノ・エルナンデス・マルティネスなど当時の中米には多数見られた。
当然こうした政権は寡頭支配層を除いた国民の多数勢力からの支持はなく、国際社会の評価も良くなかったが、近隣諸国のそれと違ってニカラグアでは、アメリカ合衆国と国家警備隊という二つの支持基盤を磐石にして持っていたが故に揺らぐことはなかった。第二次世界大戦中にソモサ家はドイツ系ニカラグア人地主の所有地を接収し、国内第一の資産家になった。こうして得た資産などをソモサ一族で合わせると、最終的にはニカラグアの国民総生産のおよそ半分にもなったという。さらには1949年と1955年の傭兵軍の隣国コスタ・リカ侵攻にも関与していた。
このような独裁への批判は高まり、1955年、アナスタシオ・ソモサ・ガルシアは詩人に暗殺されたが、このように磐石な基盤を持っていたソモサ家は、アナスタシオ・ソモサ・ガルシアの長男のルイス・ソモサ・デバイレが権力を継承して大統領に就任した。1949年と1955年にコスタ・リカにニカラグアから傭兵軍が侵攻した事件は、実はアメリカ合衆国の手先となったソモサの指示により、ニカラグア国家警備隊が裏で操っていたなどの黒い噂が当時からいくつも流れた。ニカラグアはアメリカにとって中米で最も磐石かつ使い易い手駒となったのだった。
1960年、ソモサ政権の打倒とニカラグアの民主化とニカラグア経済が産出する富・付加価値を国民に還元することを目指す学生、労働組合などの勢力、特にカルロス・フォンセカ、トマス・ボルヘらが中心となってソモサ政権の打倒と革命政権樹立のための勢力を統合し、アウグスト・セサル・サンディーノの名を冠したサンディニスタ民族解放戦線（FSLN）を結成した。そして彼らは武装闘争を開始したが、この抵抗運動はすぐに敗れてしてしまい、その後サンディニスタは三派に分裂した。
しかし、1967年にルイス・ソモサ・デバイレが病死し、アナスタシオ・ソモサ・ガルシアの二男で弟のアナスタシオ・ソモサ・デバイレが権力を継承して大統領になると再び話は変わってきた。ルイスは様々な物事を一部自由化し、ルイス時代には経済も拡大し、福祉も多少増大するなどある種ポプリスモ的なところがあった故に国民の支持も多少はあったが、アナスタシオII世の政治は国家警備隊の力を最大限に活用した純然たる力の政治であり、1972年のマナグア大地震の際に壊滅した首都マナグアを再建するために全世界から集められた義捐金を全て着服し、挙句被災者を救助するための国家警備隊が略奪に加わるなどの様相を見せるといよいよ国民の失望は止められなくなった。

### 第一次ニカラグア内戦
そして第一次ニカラグア内戦が始まる。革命の方針を巡って三派に分裂していたFSLNは、創始者のカルロス・フォンセカが1976年に死亡すると、トマス・ボルヘ、ダニエル・オルテガ、エデン・パストラらを中心に一つにまとまり、国民的な支持によってゲリラ戦争を激化させた。ソモサ政権は東側諸国のみならず、西側諸国からも強烈な非難を浴び、特にラテンアメリカ諸国からの非難は激しいものがあり、パナマからは現職の閣僚がFSLNに合流して反ソモサ戦争に加わった。
1978年8月にはエデン・パストラを司令官にしたFSLNのコマンドはマナグアの国家宮殿を占領し、仲間の釈放とキューバへの亡命、身代金を手にして去っていった。マナグアは一時解放区も同然となり、国民のサンディニスタへの支持は明らかになっていた。
しかし、ソモサはなおも権力にしがみつき、国家警備隊もソモサの命じるままに虐殺を続けた。1978年9月にはFSLNの拠点になったエステリ市を奪回する際に、市内に残っていた3,000人近い市民を無差別に殺害し（エステリ虐殺）、これがニカラグアの反ソモサ派を糾合した。
1979年6月20日、マナグアの路上で、白昼堂々国家警備隊により、米国ABCテレビのビル・スチュアート特派員が暴行され射殺されたまさにその瞬間が全世界にテレビ放映されたことにより、「親米国」ニカラグアの実態が暴露され、遂に米国の世論も反ソモサに傾いた（この事件は、ニック・ノルティ主演『アンダー・ファイア』として映画化されている）。
ここに来て米国はようやくソモサを見捨て、米州機構（OAS）はソモサ辞職勧告を提出したが、それでも米国はOAS平和維持軍を派遣する案を出して「ソモサなきソモサ体制」の維持をはかった。しかしこれもラテンアメリカ諸国の反対のために失敗したため、FSLNの勝利は目前となり、遂にソモサは自家用機でマイアミに亡命した。
4万人の死者と数十万人の難民を出した内戦を乗り越えて、1979年7月19日、国民の広範な支持を受けたFSLNは遂にマナグアに入城した。ジミー・カーター合衆国大統領も人権外交の下でソモサを見放し、こうして最大の支援者を失ったソモサ政権は滅亡した。
ソモサ政権の打倒後、FSLNは宗教勢力、ブルジョワジーなどからなる国家再建暫定政府、国家再建暫定議会を樹立し、ダニエル・オルテガが国家再建暫定議会議長に就任した。
サンディニスタ政権は新憲法を制定し、ソモサ政権時代の国民の利益を無視した国家の私物化を廃止し、民主化と共に、富・付加価値の社会への再分配と、福祉・社会保障・保健・医療・教育制度の整備による貧困の解消、機会の平等をめざし、農地改革で地主・小作制度を廃止して、地主が保有していた土地を小作人に分配し、ソモサ一族の財産を完全没収して国有化した。外交政策ではソモサ政権時代の実質的なアメリカの傀儡状態から、アメリカも含めて全世界の諸国との平等・対等な外交関係をめざした。
この革命はイギリスのパンク・ロックバンド、ザ・クラッシュが新しいアルバムに『サンディニスタ!』と名づけたように、当初アメリカを含む全世界から祝福され、こうしてニカラグアは新しい国家として再スタートを踏み出すことになった。サンディニスタ政権には様々な困難が直面しており、それまで国家の全てを私物化していたソモサ王朝の43年間の独裁支配と、第一次ニカラグア内戦の結果により、国の産業・経済は疲弊・困窮し、国の財産はソモサ一族に収奪されて資産も預貯金も全く無く、4万人の死者の遺族、負傷者、亡命者、そしてソモサの残した莫大な対外累積債務だけが残っている状態だった。
こうした状況を考慮して、国家再建のためにサンディニスタは当初非同盟外交、複数政党制、混合経済と現実的な目標を掲げ、この時点ではソ連やキューバのような全体主義国家になるつもりは毛頭なく、カーター合衆国大統領もそのつもりで最終的にソモサと手を切ったのだった。

### 1980年アメリカ合衆国大統領選挙
しかし、アメリカでタカ派のロナルド・レーガンが合衆国大統領になると状況が変わってきた。サンディニスタ政権はレーガンによってそれまで国家再建のために受けていたアメリカからの経済援助を止められ、逆に経済制裁を受けたことと、当時の冷戦末期の国際環境を考慮し、ソ連、キューバ、東ヨーロッパ諸国の支援を受けて革命政権の政策目標を追求しようとした。しかし、このことはレーガンに反共のための戦いという理念を与えることになる。

## コントラ戦争の推移

### 第二次ニカラグア内戦
1980年、エルサルバドルではサンディニスタ革命の影響を受けてファラブンド・マルティ民族解放戦線と政府軍の内戦が始まろうとしていたが、レーガンは「エルサルバドル死守」を掲げてサンディニスタ政権を打倒し、アメリカにとっての都合の良い親米的な政権を再び樹立するために、アメリカ中央情報局(CIA)を使ってソモサ政権の残存勢力、サンディニスタ政権に不満を持つ勢力に対して資金と武器を供給して、反革命傭兵軍コントラを結成した。
エデン・パストラ率いるFSLNの一部は組織内部の対立によりコントラに合流し、コントラはサンディニスタ政権の打倒を目ざして革命政権に対して武力闘争を仕掛けた。コントラは主にニカラグアの隣国のホンジュラスを中心にして組織され、そこにコスタリカからのエデン・パストラの部隊（民主革命軍 ARDE）と、ニカラグアの大西洋側のモスキート海岸の先住民ミスキート族(MISURASATA)が加わって、三派に分かれて出撃した。こうしてアメリカは1989年の内戦終結まで主にホンジュラスのコントラを支援し、操作した。こうした勢力の訓練には国内で汚い戦争の経験を積んでいたアルゼンチン陸軍や、さらにはイスラエル国防軍も携わっていたとされている。
FSLN内での路線対立や、新聞社ラ・プレンサ紙のビオレータ・チャモロが政権から降り、最初に国家指導をした五人の内ブルジョワの三人は消えて、残った二人は本来は軍事部門であったはずのFSLNだけになった。また、内戦が進むにつれて言論弾圧や、祖国防衛のための徴兵制なども敷かれ、次第にニカラグア国民の間にFSLNに裏切られたという思いが蔓延してきた。
その一方でアメリカは海空軍を使ってニカラグアに対して直接的な武力攻撃も繰り返した。米軍は1983年9月から1984年4月の間にプエルト・サンディーノ、コリント、サン・フアン・デル・スル、サン・フアン・デル・ノルテ、ポトシにあったニカラグアの主要港や海軍基地を空襲した。
1983年10月10日、太平洋岸のコリント港に米軍が機雷を敷設し、燃料320万ガロンが失われた。この作戦はCIAに指揮されたネイビーシールズによって行われたとされている。
1983年7月、メキシコ、パナマ、コロンビア、ベネズエラの大統領はパナマのコンタドーラで大統領会議を開催し、ニカラグア内戦、グアテマラ内戦、エルサルバドル内戦の終結を協議した。このコンタドーラ・グループは協議の結論として、超大国の直接的・間接的な介入・干渉を排除し、ラテンアメリカの問題は基本・原則としてはラテンアメリカ自身の努力で解決し、超大国・大国・域外国からの支援は補助的・限定的にすること、戦闘の終結、民兵勢力の武装解除、自国領土内への外国軍隊の受け入れ禁止、政府と民兵集団の対話と和解を提案したが、ニカラグア内戦、グアテマラ内戦、エルサルバドル内戦の終結には至らなかった。
1984年11月に国連監視下で行った大統領選挙でダニエル・オルテガが大統領に当選した。野党はこの選挙をボイコットし、実質的に国民の半数の支持を得ることは出来なかったとはいえ（オルテガの得票率41%）、この選挙によりサンディニスタの民主的な正当性が確保されたことになる。しかし、この後も米国はコントラを援助して内戦を続けさせたのである。
1985年にコントラの一部だった大西洋側の先住民ミスキート族の部隊ミスラサタとの停戦がなされた。これは前年にサンディニスタがミスキート族が自治を行う権利を憲法で認めたからである。
1985年4月、メキシコ、パナマ、コロンビア、ベネズエラ、ブラジル、アルゼンチン、ウルグアイ、ペルーの大統領はコロンビアのカルタヘナで大統領会議を開催し、中米諸国の内戦の終結を提案したが、それでもニカラグア内戦の終結には至らなかった。当時は冷戦末期だったが、冷戦の終結前であり、米国とソ連は冷戦時代最終局面の勢力争いを繰り返し、米国はコントラを支援し、ソ連はサンディニスタを支援した。アンゴラなどの他の多くの開発途上国の内戦と同様に、ニカラグア内戦もニカラグア国民だけの戦争ではなく、大国によって中小規模の国家がその勢力争いの場となるという、米ソの代理戦争という側面も含んでいた。
1986年2月、国際司法裁判所はアメリカがコントラに武器・資金を支援して、サンディニスタ政権に対する武力攻撃を行わせていること及び、アメリカ軍がニカラグアを空襲したことに対して、他国の国家主権に対する侵害、他国の内政に対する強制的な干渉、他国に対する侵略的武力行使は国際連合憲章違反であると認定し、前記の侵略・介入・干渉行為の即時停止と120億ドルの賠償金の支払いを命じたが、米国政府は判決の受け入れを拒否した（ニカラグア事件参照）。
1986年11月、国連総会は米国に対して、（拘束力は無いが）国際司法裁判所の判決を受け入れるように求める決議を賛成94、反対3、棄権47で採択した。決議に反対票を投じたのはアメリカ、イスラエル、エルサルバドル（極右政権による支配）の3ヶ国だけである。

### 内戦の終結
1979年から継続する内戦で多くの国民が死傷し、自然環境、社会資本、生活基盤は破壊され、加えてアメリカの経済制裁もあり経済は破綻し、ハイパーインフレが発生し、国家も社会も国民もサンディニスタ民族解放戦線もコントラも、ニカラグアの誰もが著しく疲弊し、肉体的・精神的・経済的・社会的に耐えうる限度を超え、国家は崩壊の危機に直面していた。その一方で苦しむ国民を尻目に白いベンツを乗り回すなどサンディニスタ幹部の腐敗も顕在化した。
1987年8月、ニカラグアの誰もが疲弊し、国家が崩壊の危機に直面していた状況下で、コスタリカ、ニカラグア、ホンジュラス、グアテマラ、エルサルバドルの大統領はグアテマラのエスキプラスで大統領会議を開催し、ニカラグア内戦の和平・停戦を協議した。コスタリカのアリアス大統領が提案した和平調停により、サンディニスタ民族解放戦線政権とコントラの戦闘の終結、国民の和解と融和、コントラの武装解除とコントラへの支援の打ち切り、政府軍の軍縮、民主的な選挙の実施と議会・大統領の選出を受け入れるエスキプラス合意が成立した。
米ソの冷戦が終結し、ソ連からサンディニスタ民族解放戦線への支援も、アメリカからコントラへの支援も打ち切られ、サンディニスタ民族解放戦線の政権とコントラは1989年8月に戦闘を停止し内戦は終結した。

## 内戦の終結後の状況
10年近く続いた内戦はニカラグアに深い傷跡を残した。それは現在も経済の崩壊、治安の極端な悪化として顕在化している。膨大な犠牲と引き換えにニカラグアが手に入れたのは、民主主義だけだった。
1990年2月、国連の監視下で大統領選挙が行われ、国民野党連合（UNO）ビオレータ・チャモロが当選し、1990年4月に大統領に就任した。チャモロ政権は内戦で疲弊したインフラ・経済の再建、ハイパーインフレの終結に取り組み実現した。チャモロ政権の樹立により米国はようやくニカラグアに対する経済制裁とコントラへの支援を解消した。
1996年11月、大統領選挙で立憲自由党（PLC）のアルノルド・アレマンが当選し、1997年1月に大統領に就任した。アレマン政権は経済の規制緩和と自由競争を推進により経済発展を目ざすとともに、サンディニスタ民族解放戦線との政策協定により憲法と選挙法を改正した。
2001年11月、大統領選挙で立憲自由党（PLC）のエンリケ・ボラーニョスが当選し、2002年1月に大統領に就任した。ボラーニョス政権は汚職の摘発に取り組み、アレマン前大統領を逮捕し、アレマン前大統領は懲役20年の判決を受けた。2006年4月、ニカラグアはアメリカ・中米・ドミニカ共和国自由貿易協定（DR-CAFTA）に加盟した。
1990年から2006年の間、サンディニスタ民族解放戦線は3回の大統領選挙(出馬したのは三回ともダニエル・オルテガだった)では敗北したが、政治勢力として滅びたわけではなく、軍のトップはオルテガ兄弟によって維持され、ニカラグアの政治勢力・議会の野党として、政権の政策に対する建設的・創造的な対案の提案や、個別の政策分野では政府に協力することにより、ニカラグアの復興に努力し、野党ではあったが国民からの広範な支持を失ったわけではなく、国民からの支持もニカラグアの政治に対する影響力も維持していた。
2006年11月、大統領選挙でサンディニスタ民族解放戦線のダニエル・オルテガが当選し、2007年1月に就任した。オルテガ政権は1990年以後の政権の経済・外交政策を変更し、貧困の解消と貧富の著しい格差の解消を目ざし、ベネズエラ政府とチャベス大統領が提唱する米州ボリーバル代替統合構想（ALBA）への参加を表明した。オルテガは、ニカラグアからはもはや富裕層が逃げていくことはなく逃げていくのは貧困だけだと述べ、貧困撲滅に対する意気込みを語っている。